# Къща на Стенбок
Къщата на Стенбок (на естонски: Stenbocki maja) е сграда в град Талин, седалище на правителството на Естония.
Сградата е построена през 1787-1792 година в неокласически стил по проект на местния архитект Йохан Каспар Мор. Тя е предназначена за съдебна палата, но поради големите разходи за Руско-турската война държавата не успява да я заплати и тя остава собственост на строителя Якоб Понтус Стенбок, който я използва за своя резиденция. Едва в края на XIX век сградата е купена от държавата и е превърната в съдебна палата. Основно ремонтирана в края на XX век, от 2000 година тя става седалище на правителството.